# آرگولیس
آرگولیس (به لاتین: Argolis) یک واحدهای استانی یونان و یکی از ناحیه‌های استان پلوپونز که در شرق آن واقع شده‌است.
آرگولیس ۲٬۱۵۴ کیلومتر مربع مساحت و ۹۳٬۲۱۶ نفر جمعیت دارد.